# Robert Richtmyer
Robert Davis Richtmyer (Ithaca, NY, 10 de outubro de 1910 — Gardner, Colorado, 24 de setembro de 2003) foi um físico e matemático aplicado estadunidense.

## Vida
Filho do físico Floyd Karker Richtmyer (1881-1939). Estudou na Universidade de Göttingen, na Universidade Cornell e no Instituto de Tecnologia de Massachusetts (MIT). Em 1935 obteve um doutorado em física no Instituto de Tecnologia de Massachusetts, com a tese Quantum mechanical study of multiple ionization collisions of a fast electron with an atom. A seguir esteve na Universidade Stanford e na Segunda Guerra Mundial realizou pesquisas para a Marinha dos Estados Unidos e no Laboratório Nacional de Los Alamos, onde depois da guerra foi diretor da seção teórica e no projeto da bomba de hidrogênio de Edward Teller.. A partir de 1954 foi diretor do centro de computação e depois Professor na Universidade de Nova Iorque, onde a partir de 1953 trabalhou no Instituto Courant de Ciências Matemáticas. A partir de 1964 foi Professor de Matemática e Física na Universidade do Colorado em Boulder.
Em 1990 recebeu o Prêmio Leroy P. Steele por seu livro Difference methods for initial value problems.

## Obras
- Difference methods for initial value problems, Interscience 1957, 2ª Edição com Keith William Morton, Nova Iorque, 1967, Nova Edição, Krieger, 1994, ISBN 0-89464-763-6.
- Principles of Advanced Mathematical Physics, Springer, 2 Volumes, 1978, 1986.
- com Arlan Ramsay Introduction to hyperbolic geometry, Springer, 1995.